# Plymouth (Wisconsin)
Plymouth es una ciudad ubicada en el condado de Sheboygan en el estado estadounidense de Wisconsin. En el Censo de 2010 tenía una población de 8.445 habitantes y una densidad poblacional de 610,26 personas por km².

## Geografía
Plymouth se encuentra ubicada en las coordenadas 43°44′43″N 87°57′55″O / 43.74528, -87.96528. Según la Oficina del Censo de los Estados Unidos, Plymouth tiene una superficie total de 13.84 km², de la cual 13.63 km² corresponden a tierra firme y (1.53%) 0.21 km² es agua.

## Demografía
Según el censo de 2010, había 8.445 personas residiendo en Plymouth. La densidad de población era de 610,26 hab./km². De los 8.445 habitantes, Plymouth estaba compuesto por el 96.21% blancos, el 0.38% eran afroamericanos, el 0.41% eran amerindios, el 0.75% eran asiáticos, el 0% eran isleños del Pacífico, el 0.89% eran de otras razas y el 1.36% pertenecían a dos o más razas. Del total de la población el 2.43% eran hispanos o latinos de cualquier raza.